# Залаба
Залаба (словац. Zalaba) — село, громада округу Левіце, Нітранський край. Кадастрова площа громади — 7.35 км².
Населення 177 осіб (станом на 31 грудня 2018 року).

## Історія
Залаба згадується 1434 року.

## Населення
| Рік:            | 1994. | 2004.   | 2014.   | 2024.    |
| --------------- | ----- | ------- | ------- | -------- |
| Кількість осіб: | 171   | 167     | 180     | 131      |
| Різниця:        |       | -2,33 % | +7,78 % | -27,22 % |

| Рік:            | 2023. | 2024.   |
| --------------- | ----- | ------- |
| Кількість осіб: | 136   | 131     |
| Різниця:        |       | -3,67 % |